# Alan Menken
Alan Menken est un compositeur américain né le 22 juillet 1949 à La Nouvelle-Rochelle (New York). Il est mondialement connu pour ses nombreuses collaborations avec les studios Disney sur de nombreux films d'animations à succès comme La Petite Sirène, Aladdin ou Le Bossu de Notre Dame.
Il est l'un des compositeurs de musique de film les plus récompensés avec 8 Oscars à son actif, 7 Goldens Globes, 1 Tony Award et a reçu un Disney Legend en 2002.

## Biographie

### Enfance et carrière
Alan Irwin Menken naît à New Rochelle au sein d'une famille de dentistes. Son père, Norman Menken, était dentiste et sa mère, Judy Menken, une actrice de théâtre, chanteuse et écrivaine. Il a également un frère, Kevin Menken et une sœur, Faye Menken.
Remarqué par Walt Disney Pictures pour la musique de La Petite Boutique des horreurs, il rejoint les studios en 1987 pour composer la musique de La Petite Sirène en partenariat avec Howard Ashman avec qui il poursuit sur Aladdin puis La Belle et la Bête. Mais Ashman meurt du SIDA en 1991 avant de finir La Belle et la Bête, Menken travaille alors avec Tim Rice. En 1995, en partenariat avec Stephen Schwartz, il compose les chansons de Pocahontas et en 1996 celles du Bossu de Notre-Dame puis en 1997 avec David Zippel celles de Hercule.
Au cours de sa carrière il a été nommé quinze fois aux Oscars et en a remporté huit. C'est grâce à la chanson du film La Belle et la Bête (The Beauty and the Beast), interprétée par Céline Dion et Peabo Bryson, qu'il remporte l'Oscar de la meilleure chanson. Céline Dion et Peabo Bryson interpréteront cette chanson aux Oscars 1992.
Il recevra le 3 octobre 2019, le prix "Max Steiner Film Music Achievement Award" décerné par la Ville de Vienne (Autriche), lors de la cérémonie "Hollywood in Vienna 2020 - Célébrons les classiques Disney".

### Vie privée
En 1971, alors qu'il est au New York City Ballet, il rencontre une danseuse nommée Janis Roswick. Il l'épouse le 1er novembre 1972. Ensemble, ils ont deux filles, Anna Menken (née en 1973) et Nora Menken (née en 1976). Alan et son épouse vivent à North Salem, New York.

## Filmographie

### Cinéma

#### Longs-métrages
- 1986 : La Petite Boutique des horreurs (Little Shop of Horrors) de Frank Oz
- 1989 : La Petite Sirène (The Little Mermaid) de Ron Clements et John Musker (1re version)
- 1991 : La Belle et la Bête (Beauty and the Beast) de Gary Trousdale et Kirk Wise (1re version)
- 1992 : Newsies (Newsies) de Kevin Lima
- 1992 : Aladdin (Aladdin) de Ron Clements et John Musker (1re version)
- 1995 : Pocahontas : Une légende indienne (Pocahontas) de Mike Gabriel et Eric Goldberg
- 1996 : Le Bossu de Notre-Dame (The Hunchback of Notre Dame) de Gary Trousdale and Kirk Wise
- 1997 : Hercule (Hercules) de Ron Clements et John Musker
- 2004 : La ferme se rebelle (Home on the Range) de Will Finn et John Sanford
- 2004 : Noël (Noel) de Chazz Palminteri
- 2006 : Raymond (The Shaggy Dog) de Brian Robbins
- 2007 : Il était une fois (Enchanted) de Kevin Lima
- 2010 : Raiponce (Tangled) de Byron Howard et Nathan Greno
- 2011 : Captain America: First Avenger (Captain America: First Avenger) de Joe Johnston
- 2012 : Blanche-Neige (Miror, Miror) de Tarsem Singh
- 2017 : La Belle et la Bête (Beauty and the Beast) de Bill Condon (2e version)
- 2019 : Aladdin (Aladdin) de Guy Ritchie (2e version)
- 2020 : Howard (Howard) de Don Hahn
- 2022 : Il était une fois 2 (Disenchanted) de Adam Shankman
- 2023 : La Petite Sirène (Litlle Mermaid) de Rob Marshall (2e version)
- 2024 : Spellbound (Spellbound) de Vicky Jenson
- 2025 : Blanche-Neige (Snow White) de Marc Webb
- NBA : Hercule (Hercules) de Guy Ritchie (2e version)

### Télévision

#### Séries télévisées
- 2015-2016 : Galavant
- 2017-2020 : Raiponce, la série (Rapunzle's Tangled Adventure)
- NBA : LeFou (Little Town)

#### Émissions
- 1992 : Lincoln (documentaire TV) de Peter W. Kunhardt
- 1995 : Pocahontas: The Musical Tradition Continues de John Jopson
- 1996 : Beauty and the Beast: A Concert on Ice (TV) de Steve Binder
- 2004 : A Christmas Carol (TV) d'Arthur Allan Seidelman

## Théâtre

### Comédies musicales
- 1979 : Kurt Vonnegut's God Bless You, Mr. Rosewater (en) (musique avec Howard Ashman)
- 1982 : Little Shop of Horrors mise en scène par Howard Ashman
- 1992 : Weird Romance mise en scène par A. Brennert (acteur et musique avec David Spencer)
- 1994 : La Belle et la Bête mise en scène par Robert Jess Roth (nouvelles chansons et consultant)
- 1999 : The Hunchback of Notre Dame - A Musical Adventure mise en scène par James Lapine
- 2007 : La Petite Sirène mise en scène par Thomas Schumacher et Francesca Zambello (consultant)
- 2011 : Aladdin: The New Stage Musical mise en scène par Casey Nicholaw et Scott Taylor (consultant)
- 2012 : Newsies mise en scène par Harvey Fierstein (nouvelles chansons et consultant)
- 2015 : The Apprenticeship of Duddy Kravitz (en)
- 2016 : A Bronx Tale: The Musical (en)
- 2019 : Hercules mise en scène par Lear deBessonet

## Distinctions (liste partielle)
| Année | Récompense | Film                                  | Résultat |
| ----- | --- | ------------------------------------- | -------- |
| 1990  | Oscar de la meilleure musique de film                                                                           | La Petite Sirène                      | Oui      |
| 1990  | Oscar de la meilleure chanson originale pour Embrasse-là                                                        | La Petite Sirène                      | Non      |
| 1990  | Golden Globe de la meilleure chanson originale pour Embrasse-là                                                 | La Petite Sirène                      | Oui      |
| 1990  | Golden Globe de la meilleure chanson originale pour Sous l'océan                                                | La Petite Sirène                      | Oui      |
| 1990  | Grammy Award de la meilleure chanson écrite pour un film                                                        | La Petite Sirène                      | Oui      |
| 1990  | Oscar de la meilleure chanson originale pour Sous l'océan                                                       | La Petite Sirène                      | Oui      |
| 1991  | Oscar de la meilleure musique de film                                                                           | La Belle et la Bête                   | Oui      |
| 1991  | Oscar de la meilleure chanson originale pour La Belle et la Bête (partager à titre posthume avec Howard Ashman) | La Belle et la Bête                   | Oui      |
| 1991  | Grammy Award de la meilleure chanson écrite pour un film (partager à titre posthume avec Howard Ashman)         | La Belle et la Bête                   | Non      |
| 1991  | Oscar de la meilleure chanson originale pour C'est la fête                                                      | La Belle et la Bête                   | Non      |
| 1991  | British Academy Film Award (Bafta) de la meilleure musique de film                                              | La Belle et la Bête                   | Non      |
| 1992  | Oscar de la meilleure musique de film                                                                           | Aladdin                               | Oui      |
| 1992  | Oscar de la meilleure chanson originale pour Ce rêve bleu                                                       | Aladdin                               | Oui      |
| 1992  | Golden Globe de la meilleure chanson originale pour Ce rêve bleu                                                | Aladdin                               | Oui      |
| 1992  | Oscar de la meilleure chanson originale pour Je suis ton meilleur ami                                           | Aladdin                               | Non      |
| 1992  | Grammy Award de la chanson de l'année pour Ce rêve bleu                                                         | Aladdin                               | Oui      |
| 1992  | Grammy Award de la meilleure bande-originale                                                                    | Aladdin                               | Oui      |
| 1993  | Razzie de la pire chanson pour High Times, Hard Times                                                           | Newsies                               | Oui      |
| 1996  | Grammy Award de la meilleure chanson écrite pour un film                                                        | Pocahontas : Une légende indienne     | Oui      |
| 2007  | Golden Globe de la meilleure chanson originale pour Comment savoir ?                                            | Il était une fois                     | Non      |
| 2007  | Critics Choice Award de la meilleure chanson originale pour Comment savoir ?                                    | Il était une fois                     | Non      |
| 2007  | Oscar de la meilleure chanson originale pour Comment savoir ?                                                   | Il était une fois                     | Non      |
| 2007  | Oscar de la meilleure chanson originale pour Travailler en Chantant                                             | Il était une fois                     | Non      |
| 2007  | Grammy Award de la meilleure chanson écrite pou un film pour Ever, Ever, After                                  | Il était une fois                     | Non      |
| 2007  | Grammy Award de la meilleure chanson écrite pour un film pour Comment savoir                                    | Il était une fois                     | Non      |
| 2007  | Saturn Award de la meilleure musique de film                                                                    | Il était une fois                     | Non      |
| 2010  | Mickey d'Or de la meilleure musique de film                                                                     | Raiponce                              | Oui      |
| 2010  | Oscar de la meilleure chanson originale pour Je veux y croire                                                   | Raiponce                              | Non      |
| 2010  | Golden Globe de la meilleure chanson originale pour Je veux y croire                                            | Raiponce                              | Non      |
| 2010  | Mickey d'Or de la meilleure chanson originale pour Je veux y croire                                             | Raiponce                              | Oui      |
| 2010  | Critics Choice Award de la meilleure chanson originale pour Je veux y croire                                    | Raiponce                              | Non      |
| 2010  | Grammy Award de la meilleure chanson écrite pour un film pour Je veux y croire                                  | Raiponce                              | Oui      |
| 2017  | Houstoun Film Society Award de la meilleure chanson originale pour Ensemble à jamais                            | La Belle et la Bête (version de 2017) | Non      |
| 2019  | Allocine Award de la meilleure chanson originale pour Parler                                                    | Aladdin (version,2019)                | Non      |